# Piotr Kaliński
Piotr Kaliński (ur. 18 lutego 1984) – polski muzyk występujący jako twórca muzyki elektronicznej pod pseudonimem Hatti Vatti. Członek grup HV/NOON, Nanook of the North, Ffrancis, Gówno, Janka.

## Kariera
Od pierwszej dekady XXI wieku występuje jako DJ prezentując muzykę dub-techno oraz dubstep. Współzałożyciel netlabelu Qunabu (w 2006 r.) oraz wydawnictwa płyt winylowych Kanu Kanu. Wydawnictwo Qunabu wydało jego pierwszy utwór (podpisany pseudonimem Boskey) Klovharu na składance utworów mp3 Sgt. Peppers Lonely Hearts Dub Band. W 2009 roku wraz z przyjaciółmi z gdańskiej ASP założył zespół Gówno o stylistyce punkowej, odmiennej niż jego pozostała twórczość. W 2011 roku współtworzony przez niego teledysk do utworu You zdobył nagrodę za najlepszy debiut realizatorski na festiwalu Yach Film. W swoich utworach wykorzystuje m.in. nagrania wykonane podczas pobytu na Bliskim Wschodzie. Są one głównym motywem minialbumu Algebra. Kolejną płytą jest Worship Nothing, w nagraniu której, podobnie jak poprzednich, gościnny udział wzięli również inni artyści. Pod koniec 2014 r. wydał wspólnie z Noonem płytę HV/Noon. Wśród wokalistów znalazło się kilku polskich raperów (m.in. O.S.T.R.) i Misia Furtak. Rok później wersję bez wokalu wydano jako płytę Versions. Z tą ostatnią artystką w 2015 r. utworzył duet pod nazwą Ffrancis. W podobnym czasie ze Stefanem Wesołowskim współpracuje w duecie Nanook of the North oraz Danielem Drumzem, tworząc zespół Janka.
Jako DJ i wykonawca współpracował m.in. z Sarą Brylewską (wokalistka), Maciejem Salamonem (VJ) czy Lady Katee. W 2017 roku na koncertach jego zespół tworzą Paweł Stachowiak (basista) i Rafał Dutkiewicz (perkusista).
Występował m.in. na festiwalach: Audioriver (2014), Fląder Festiwal (2011) Off Festival (2013 z zespołem Gówno, 2014 jako Hatti Vatti), Open’er Festival (2014), Ostróda Reggae Festival (2013), jak również występował w ramach cykli koncertowych, np. na Kulturalnej Plaży Trójki (2014). Trasa promująca płytę Worship Nothing objęła kilkadziesiąt europejskich miast (Polska, Niemcy, Belgia, Litwa, Łotwa, Białoruś, Czechy). W latach 2015–2017 brał udział w dwóch koncertowych w Japonii, kilkakrotnie zagrał na Islandii i Grenlandii oraz wystąpił na festiwalach Zandari Festa w Korei Południowej, Reeperbahn w Niemczech oraz Tauron Nowa Muzyka w Polsce.
W 2014 dostał nagrodę prezydenta Sopotu „Sopocka Muza” w kategorii Młodych Twórców.

## Dyskografia

### Hatti Vatti
| 2013                        | Algebra - Data: 22 kwietnia 2013 - Wydawca: Nowe Nagrania (NN006)               | —  |
| 2014                        | Worship Nothing - Data: 3 lutego 2014 - Wydawca: New Moon Recordings (NMNCD001) | —  |
| 2014                        | HV/Noon (oraz Noon) - Data: 1 grudnia 2014 - Wydawca: Nowe Nagrania (NN008)     | 31 |
| 2015                        | Versions (oraz Noon) - Data: 6 listopada 2015 - Wydawca: Nowe Nagrania (NN009)  |    |
| 2017                        | Szum - Data: 24 marca 2017 - Wydawca: MOST records                              | —  |
| 2024                        | Zeit - Data: 12 lipca 2024 - Wydawca: R&S Records (R&S24LP004)                  |    |
| "—" album nie był notowany. |                                                                                 |    |

single i EP
| Rok  | Tytuł                                                                                                  | Uwagi                                       |
| ---- | --- | ------------------------------------------- |
| 2009 | Fading / Different Music - Data: 28 sierpnia 2009 - Wydawca: Mindset (Mindset 005)                     | split z Indigo, z udziałem Sary Brylewskiej |
| 2011 | Great - Data: 27 września 2011 - Wydawca: On The Edge (OTE015)                                         | jako Hatti Vatti feat. Echo Ranks           |
| 2011 | You - Data: 28 listopada 2011 - Wydawca: New Moon Recordings (NMN002)                                  | z udziałem Ciana Finna                      |
| 2012 | You (Phaeleh Remix) / You (Indigo Remix) - Data: 28 marca 2012 - Wydawca: New Moon Recordings (NMN004) | jako Hatti Vatti feat. Cian Finn            |
| 2012 | Simple Words - Data: 20 sierpnia 2012 - Wydawca: Absys Records (ABSLTD001)                             | z udziałem Lady Katee                       |

### Gówno
| Rok  | Tytuł                                                                                                 | Uwagi |
| ---- | --- | ----- |
| 2009 | To nie jest kurwa Pink Floyd - Data: 2009/15 kwietnia 2013 - Wydawca: brak/Oficyna Biedota (BIEDA 37) |       |
| 2012 | Czarne Rodeo - Data: 21 maja 2012 - Wydawca: Qulturap (Q 012)                                         |       |

### Ffrancis
| Rok  | Tytuł | Uwagi                 |
| ---- | --- | --------------------- |
| 2015 | Got Me Started / Would You Like Me to Continue? - Data: 12 października 2015 - Wydawca: U Know Me Records (UKM 039) | siedmiocalowy singiel |
| 2018 | Off the Grid - Data: 6 kwietnia 2018 - Wydawca: U Know Me Records (UKM 065)                                         | LP                    |

### Janka
| Rok  | Tytuł                                                                  | Uwagi |
| ---- | ---------------------------------------------------------------------- | ----- |
| 2018 | Krzyżacy - Data: 16 lutego 2018 - Wydawca: U Know Me Records (UKM 063) | EP    |

### Nanook of the North
| Rok  | Tytuł                                                                         | Uwagi |
| ---- | ----------------------------------------------------------------------------- | ----- |
| 2018 | Nanook of the North - Data: 2 marca 2018 - Wydawca: Denovali Records (DEN294) | EP    |

### Składanki
| Rok  | Tytuł                                                                                        | Uwagi                          |
| ---- | -------------------------------------------------------------------------------------------- | ------------------------------ |
| 2006 | Sgt. Pepper's Lonely Hearts Dub Band - Data: 18 października 2006 - Wydawca: Qunabu (qnb002) | utwór 3. Klovharu, jako Boskey |